# Marina Nakanishi
Marina Nakanishi (中西 真莉奈 Nakanisi Marina?,  Prefectura de Osaka, Japón, 16 de octubre de 1995), también conocida como Rina Nakanishi (中西 梨奈 Nakanisi Rina?), es una cantante de J-pop japonesa, exmiembro del grupo idol Camouflage.

## Primeros años
Nakanishi nació el 16 de octubre de 1995 en la prefectura de Osaka, Japón, como la mayor de tres hermanos. Tiene una hermana menor por dos años, Kana —quien formaba parte de Angerme hasta 2019, cuando se graduó y se retiró de la industria del entretenimiento, y ahora es youtuber—, y un hermano menor nacido en 2008.

## Carrera
En 2014, Nakanishi se unió a POP iD, una cafetería idol y teatro, donde actuó como miembro de PiGU Team Star Platinum. Se graduó de POP iD el 28 de abril de 2015. Ese mismo año, formó parte de Yutoridonburi ((ゆとりどんぶり), un proyecto amateur de Hello! Project dedicado a la danza de respaldo compuesto por estudiantes de la Universidad Kwansei Gakuin y quienes participaron en una competencia de UNIDOL. Sin embargo, Nakanishi no logró calificar en el grupo y perdió durante toda la competencia, la cual finalizó el 28 de agosto.
En julio, se anunció que Nakanishi había sido colocada en el grupo femenino Camuflaje. Nakanishi se graduó de Camuflaje un año más tarde, en julio de 2016.

## Grupo y unidades de Hello! Project
- Camouflage (2015-2016)